# Subatech
Le Laboratoire de physique subatomique et technologies associées (Subatech) est une unité mixte de recherche (UMR 6457) affiliée à trois tutelles : l'IMT Atlantique, l’Institut National de Physique Nucléaire et de Physique des Particules (IN2P3) du CNRS, et Nantes Université. Subatech est hébergé sur le campus de Nantes de l'IMT Atlantique  (anciennement, l'école nationale supérieure des mines de Nantes). 

## Présentation
Ce laboratoire est issu de la transformation en 1994 du Laboratoire de Physique Nucléaire de Nantes (UA CNRS/Université de Nantes) en UMR à l'occasion de la création de l'école nationale supérieure des mines de Nantes sur le campus de la Chantrerie (voir section Histoire ci-dessous).
Les domaines d'activité de recherche de Subatech se situent en physique nucléaire, physique hadronique, physique des particules et des astroparticules ainsi qu'en radiochimie. A ces recherches fondamentales, sont associées des recherches appliquées dans les thématiques de l’énergie, de l’environnement et de la santé. 
Subatech a évolué régulièrement depuis sa création sous l'impulsion de ses tutelles, mais également grâce à l'appui de la région Pays de la Loire,, Son effectif est d'environ 200 personnes en 2020. 

## Thèmes de recherche
Les activités de recherche de Subatech sont centrées sur les domaines de la physique nucléaire, hadronique, des particules et astroparticules, et de la radiochimie (chimie des éléments radioactifs et chimie sous rayonnements)
Les 4 axes thématiques du laboratoire sont : 
1. Les deux infinis (infiniment grand et infiniment petit, avec l'astrophysique et la physique des particules),
2. Nucléaire pour la santé, notamment en collaboration avec le cyclotron ARRONAX[5],
3. Nucléaire pour l'énergie et l'environnement,
4. Les technologies associées à la physique subatomique.

### Les deux infinis
Les équipes de recherche de Subatech participent à plusieurs collaborations internationales dont : 
- l'expérience ALICE du Large Hadron Collider (LHC) au CERN (Genève)[6], dans le but d'étudier les propriétés de la matière à très haute température, et notamment le plasma de quarks et de gluons,
- l'expérience Double Chooz, qui s'intéresse aux oscillations des neutrinos,
- l'infrastructure européenne de recherche KM3NeT, qui a pour objectif d'observer les neutrinos[7] astrophysiques produits par des phénomènes violents dans l'Univers et de les corréler à d'autres messagers comme les ondes radio, la lumière, les rayons X et gamma et les ondes gravitationnelles.

### Nucléaire pour la santé
L'un des projets dans ce domaine est le projet Xemis, qui vise à concevoir un dispositif d'imagerie pour l'homme par émission de positon et gamma (imagerie à 3 photons). Subatech étudie également l'optimisation de la production et les propriétés physico-chimiques de radionucléides d'intérêt pour la santé avec notamment la production de scandium-44, de cuivre-64 et d'astate-211, potentiellement appropriés pour le traitement du cancer, pour l'imagerie médicale ou pour les deux à la fois, auprès du Cyclotron ARRONAX. Subatech a développé des outils spécifiques à ARRONAX pour l'irradiation de petit animal et l'étude du vivant sous radiolyse pulsée. 

### Nucléaire pour l'énergie et l'environnement
Subatech est impliqué dans l'étude des matériaux pour le nucléaire, le cycle du combustible nucléaire, le stockage des déchets nucléaire et la migration des radionucléides dans le verre, les bétons, les substrat géologiques et plus largement dans l'environnement avec principalement la zone atelier territoires uranifères (ZATU) et l'équipe OSUNA à Nantes. C'est une activité importante pour le groupe Radiochimie, avec de nombreux projets, notamment avec l'ANDRA. 
Subatech maîtrise la simulation de la physique des réacteurs nucléaires avec deux approches complémentaires. D'un côté l'étude des propriétés nucléaires des radionucléides produits dans les réacteurs nucléaires, avec les projets TAGS et E-SHAPE auprès du laboratoire d'accélérateur de l'Université de Jyväskylä permettant l'étude par absorption gamma totale. De l'autre, l'étude interdisciplinaire des scenarios nucléaires, en interaction avec d'autres disciplines connexes comme la sociologie ou l'économie. Enfin, les activités du service SMART du laboratoire, fournissant un service de mesure de la radioactivité, avec 44 sur 46 accréditations ASN pour les mesures de la radioactivité dans l’environnement et le label de qualité COFRAC, complètent le spectre de cet axe.

### Technologies associées à la physique subatomique
La détection de particules ionisantes est d'une importance cruciale pour la physique subatomique. Le laboratoire Subatech s'est investi dans la réalisation de multiples détecteurs pour les collaborations internationales auxquelles il participe, notamment des détecteurs gazeux ,, à base de semi-conducteurs, et scintillateurs. Le laboratoire participe à la mise en œuvre de nouvelles techniques de détection de la matière noire, de décroissances rares et des neutrinos,.

## Histoire
Bien que sa création date de 1460 (par une bulle du pape Pie II), l'Université de Nantes a subi une longue éclipse ;  la nouvelle université de Nantes renait dans le cadre de la vague de création d'universités nouvelles des années 1960. La construction de la Faculté des sciences de Nantes est lancée en 1961.

### Les débuts de la physique nucléaire à Nantes
L'implantation de la physique nucléaire à Nantes est donc très récente et est d'abord liée aux nécessités de l'enseignement universitaire en sciences fondamentales .Deux postes de professeurs d’Université, l’un théoricien, l’autre expérimentateur, sont alors pourvus à Nantes en 1961 par deux anciens élèves du Laboratoire Joliot-Curie, récemment  constitué  à Orsay. Autour d’eux, quelques recrutements locaux d’assistants universitaires vont permettre de constituer à la fin des années 60, d’une part une équipe d'expérimentateurs bénéficiant d’accès aux accélérateurs et outils informatiques du campus d'Orsay ; d’autre part, une équipe de quelques théoriciens orientant leurs travaux vers la physique théorique nucléaire. 
Une première reconnaissance du travail effectué à Nantes, avec les  moyens de l'université complétés par l'aide logistique de l' IPN d'Orsay,  a été la création en 1987 de l'unité de recherche associée au CNRS (Laboratoire de Physique Nucléaire de Nantes, URA N° 6457), donnant ainsi accès à de nouvelles ressources du CNRS (personnels et équipements). L'équipe obtenait ensuite le statut d'unité mixte de recherche CNRS-Université de Nantes (UMR N°6457) avec un niveau  accru de reconnaissance et de moyens.
L'engagement du CNRS-IN2P3 à Nantes était gagé sur l'implication forte des expérimentateurs et des théoriciens de l'équipe dans un domaine de physique nucléaire émergent : la physique des réactions nucléaires avec des noyaux lourds ; physique dans laquelle la France s'engageait fortement avec la construction à Caen du GANIL (Grand Accélérateur National d'Ions lourds), devenu opérationnel en 1983. Ainsi, la modélisation des interactions d’ions lourds et l’analyse des corrélations de particules émises par interférométrie donnaient notamment lieu à des publications de premier plan ainsi qu’à l’organisation à Nantes de quelques conférences (telles CORINNE 1990 et 1994 ) et workshops à audience internationale.  Par ailleurs, le laboratoire s'orientait vers des thématiques de recherche appliquée préconisées par l’IN2P3 (aval du cycle électro-nucléaire, gestion des déchets ) et l’Université (utilisation et production d’isotopes pour la radiothérapie).

### Le laboratoire Subatech
La croissance du laboratoire était soutenue par les collectivités locales et régionales ; le développement de la physique nucléaire à Nantes a été inscrit en 1992 au Comité Interministériel d’ Aménagement du Territoire (C.I.A.T). Mais les locaux historiques à la Faculté des Sciences de Nantes devenaient insuffisants pour faire place à la croissance des effectifs et des équipements lourds. 
La création de l'Ecole des Mines de Nantes et sa politique de développement de projets de recherche (applications de la physique, environnement) ont conduit en 1994 à un partenariat entre l'IN2P3, l'Ecole des Mines de Nantes et l'Université de Nantes. Le laboratoire Subatech - Laboratoire de physique subatomique et des technologies associées (UMR N° 6457)- a été créé et installé dans les nouveaux locaux de l'Ecole des Mines, sur le Campus de la Chantrerie,.
À partir de là, les domaines d'activités de recherche du laboratoire se sont élargis, avec une visibilité internationale accrue : recrutement de chercheurs internationaux, campagne d'expériences auprès des grands accélérateurs mondiaux comme le CERN.

### Directeurs du laboratoire
- 1987 - 1995 :  Daniel Ardouin              https://www.univ-nantes.fr/daniel-ardouin
  - 1987-1993 : Laboratoire de Physique Nucléaire de Nantes (Unité  IN2P3/CNRS/ Université Nantes n° 6457)
  - 1994 -1995 - Subatech
- 1996 - 2001 : Hans Gutbrod
- 2001 - 2011 : Jacques Martino
- 2011 - 2018 : Bernd Grambow
- Depuis 2018 : Ginés Martinez